# AFL - Division III 2016
La AFL Division III 2016 è stata la 6ª edizione del campionato di football americano di quarto livello, organizzato dalla AFBÖ.

## Squadre partecipanti
| Club                  | Città             | Stadio | Sponsor ufficiale | Risultato nella stagione 2015 |
| --------------------- | ----------------- | ------ | ----------------- | ----------------------------- |
| AFC Rangers Mödling 2 | Mödling           |        |                   |                               |
| Asperhofen Blue Hawks | Asperhofen        |        |                   |                               |
| Gmunden Rams          | Gmunden           |        |                   |                               |
| Graz Giants 2         | Graz              |        | Projekt Spielberg |                               |
| Mostviertel Bastards  | Ybbs an der Donau |        |                   |                               |
| Pinzgau Devils        | Piesendorf        |        |                   |                               |
| Salzburg Ducks        | Salisburgo        |        |                   |                               |
| Vienna Knights 2      | Vienna            |        |                   |                               |
| Weinviertel Spartans  | Mistelbach        |        |                   |                               |

## Stagione regolare

### Calendario

#### 1ª giornata
| 2 aprile 2016 | Vienna Knights 2 | 19 – 20 (6-0 13-0 0-6 0-14) | AFC Rangers Mödling 2 |  |

#### 2ª giornata
| 16 aprile 2016 | AFC Rangers Mödling 2 | 31 – 21 (14-0 14-0 0-6 3-15) | Mostviertel Bastards |  |

| 16 aprile 2016 | Gmunden Rams | 3 – 49 (0-14 0-16 0-13 3-6) | Salzburg Ducks | (450 spett.) |

| 17 aprile 2016 | Weinviertel Spartans | 34 – 17 (18-0 16-10 0-0 0-7) | Asperhofen Blue Hawks | (500 spett.) |

| 17 aprile 2016 | Pinzgau Devils | 20 – 33 (0-12 6-7 0-7 14-7) | Graz Giants 2 | (200 spett.) |

#### 3ª giornata
| 24 aprile 2016 | Mostviertel Bastards | 28 – 14 (11-0 3-0 8-8 6-6) | Weinviertel Spartans | (450 spett.) |

| 24 aprile 2016 | Asperhofen Blue Hawks | 2 – 30 (0-0 0-14 2-3 0-13) | Vienna Knights 2 |  |

#### 4ª giornata
| 6 maggio 2016 | AFC Rangers Mödling 2 | 55 – 26 (0-0 27-7 7-3 21-16) | Weinviertel Spartans |  |

| 7 maggio 2016 | Vienna Knights 2 | 38 – 14 (6-6 15-0 0-8 17-0) | Mostviertel Bastards |  |

| 8 maggio 2016 | Salzburg Ducks | 55 – 0 (20-0 21-0 0-0 14-0) | Pinzgau Devils |  |

| 8 maggio 2016 | Graz Giants 2 | 22 – 24 (6-0 0-16 16-0 0-8) | Gmunden Rams |  |

#### 5ª giornata
| 15 maggio 2016 | Asperhofen Blue Hawks | 6 – 41 (0-20 0-14 0-7 6-0) | AFC Rangers Mödling 2 |  |

#### 6ª giornata
| 28 maggio 2016 | Gmunden Rams | 8 – 6 (0-0 2-6 0-0 6-0) | Pinzgau Devils |  |

| 29 maggio 2016 | Mostviertel Bastards | 39 – 0 (0-0 22-0 10-0 7-0) | Asperhofen Blue Hawks | (480 spett.) |

| 29 maggio 2016 | Salzburg Ducks | 19 – 14 (19-0 0-0 0-0 0-14) | Graz Giants 2 | (200 spett.) |

| 29 maggio 2016 | Weinviertel Spartans | 13 – 41 (6-0 0-14 0-20 7-7) | Vienna Knights 2 | (400 spett.) |

#### 7ª giornata
| 10 giugno 2016 | AFC Rangers Mödling 2 | 35 – 7 (21-0 7-0 7-0 0-7) | Asperhofen Blue Hawks |  |

| 11 giugno 2016 | Graz Giants 2 | 7 – 37 (0-2 7-7 0-21 0-7) | Salzburg Ducks |  |

| 11 giugno 2016 | Mostviertel Bastards | 12 – 0 (0-0 6-0 6-0 0-0) | Vienna Knights 2 | (250 spett.) |

#### 8ª giornata
| 18 giugno 2016 | Mostviertel Bastards | 14 – 42 (0-21 14-0 0-7 0-14) | Vienna Knights 2 |  |

| 18 giugno 2016 | Graz Giants 2 | 35 – 0 (a tavolino) | Pinzgau Devils |  |

| 19 giugno 2016 | Weinviertel Spartans | 7 – 35 (0-0 7-13 0-9 0-13) | AFC Rangers Mödling 2 |  |

| 19 giugno 2016 | Salzburg Ducks | 42 – 0 (26-0 9-0 7-0 0-0) | Gmunden Rams |  |

#### 9ª giornata
| 2 luglio 2016 | Gmunden Rams | 14 – 7 (0-0 7-0 0-0 7-0) | Graz Giants 2 |  |

| 2 luglio 2016 | Pinzgau Devils | 0 – 13 (0-0 0-7 0-0 0-6) | Salzburg Ducks | (240 spett.) |

| 3 luglio 2016 | Asperhofen Blue Hawks | 15 – 21 (3-7 3-7 9-7 0-0) | Mostviertel Bastards |  |

| 3 luglio 2016 | Vienna Knights 2 | 41 – 12 | Weinviertel Spartans |  |

### Classifica
La classifica della regular season è la seguente:
- PCT = percentuale di vittorie, G = partite giocate, V = partite vinte,  P = partite perse, PF = punti fatti, PS = punti subiti

#### Conference A
| Pos. | Squadra               | PCT   | G | V | N | P | PF  | PS  |
| ---- | --------------------- | ----- | - | - | - | - | --- | --- |
| 1    | AFC Rangers Mödling 2 | 1.000 | 6 | 6 | 0 | 0 | 217 | 86  |
| 2    | Vienna Knights 2      | .833  | 6 | 5 | 0 | 1 | 211 | 75  |
| 4    | Mostviertel Bastards  | .500  | 6 | 3 | 0 | 3 | 137 | 140 |
| 3    | Weinviertel Spartans  | .167  | 6 | 1 | 0 | 5 | 106 | 217 |
| 5    | Asperhofen Blue Hawks | .000  | 6 | 0 | 0 | 6 | 47  | 200 |

#### Conference B
| Pos. | Squadra        | PCT   | G | V | N | P | PF  | PS  |
| ---- | -------------- | ----- | - | - | - | - | --- | --- |
| 1    | Salzburg Ducks | 1.000 | 6 | 6 | 0 | 0 | 215 | 24  |
| 2    | Gmunden Rams   | .500  | 6 | 3 | 0 | 3 | 49  | 138 |
| 3    | Graz Giants 2  | .333  | 6 | 2 | 0 | 4 | 118 | 114 |
| 4    | Pinzgau Devils | .167  | 6 | 1 | 0 | 5 | 38  | 144 |

## Playoff

### Tabellone
|  | Semifinali | Semifinali            | Semifinali |                |    | XIII Challenge Bowl   | XIII Challenge Bowl | XIII Challenge Bowl |  |
|  |            |                       |            |                |    |                       |                     |                     |  |
|  | 1A         | AFC Rangers Mödling 2 | 45         |                |    |                       |                     |                     |  |
|  | 1A         | AFC Rangers Mödling 2 | 45         |                |    |                       |                     |                     |  |
|  | 2B         | Gmunden Rams          | 14         |                |    |                       |                     |                     |  |
|  | 2B         | Gmunden Rams          | 14         |                | 1A | AFC Rangers Mödling 2 | 30                  |                     |  |
|  |            |                       |            |                | 1A | AFC Rangers Mödling 2 | 30                  |                     |  |
|  |            |                       | 1B         | Salzburg Ducks | 40 |                       |                     |                     |  |
|  | 2A         | Salzburg Ducks        | 1B         | Salzburg Ducks | 40 | 14                    |                     |                     |  |
|  | 2A         | Salzburg Ducks        |            |                |    |                       |                     |                     |  |
|  | 1B         | Vienna Knights 2      | 17         |                |    |                       |                     |                     |  |

### Semifinali
| 16 luglio 2016 | Salzburg Ducks | 14 – 17 (0-0 7-7 7-0 0-10) | Vienna Knights 2 |  |

| 17 luglio 2016 | AFC Rangers Mödling 2 | 45 – 14 (7-0 12-0 20-14 6-0) | Gmunden Rams |  |

### XIII Challenge Bowl
| 30 luglio 2016 | AFC Rangers Mödling 2 | 0 – 31 (0-9 0-13 0-3 0-6) | Vienna Knights 2 |  |

## Verdetti
- Vienna Knights 2 Vincitori dell'AFL Division III 2016